# Landet Nod

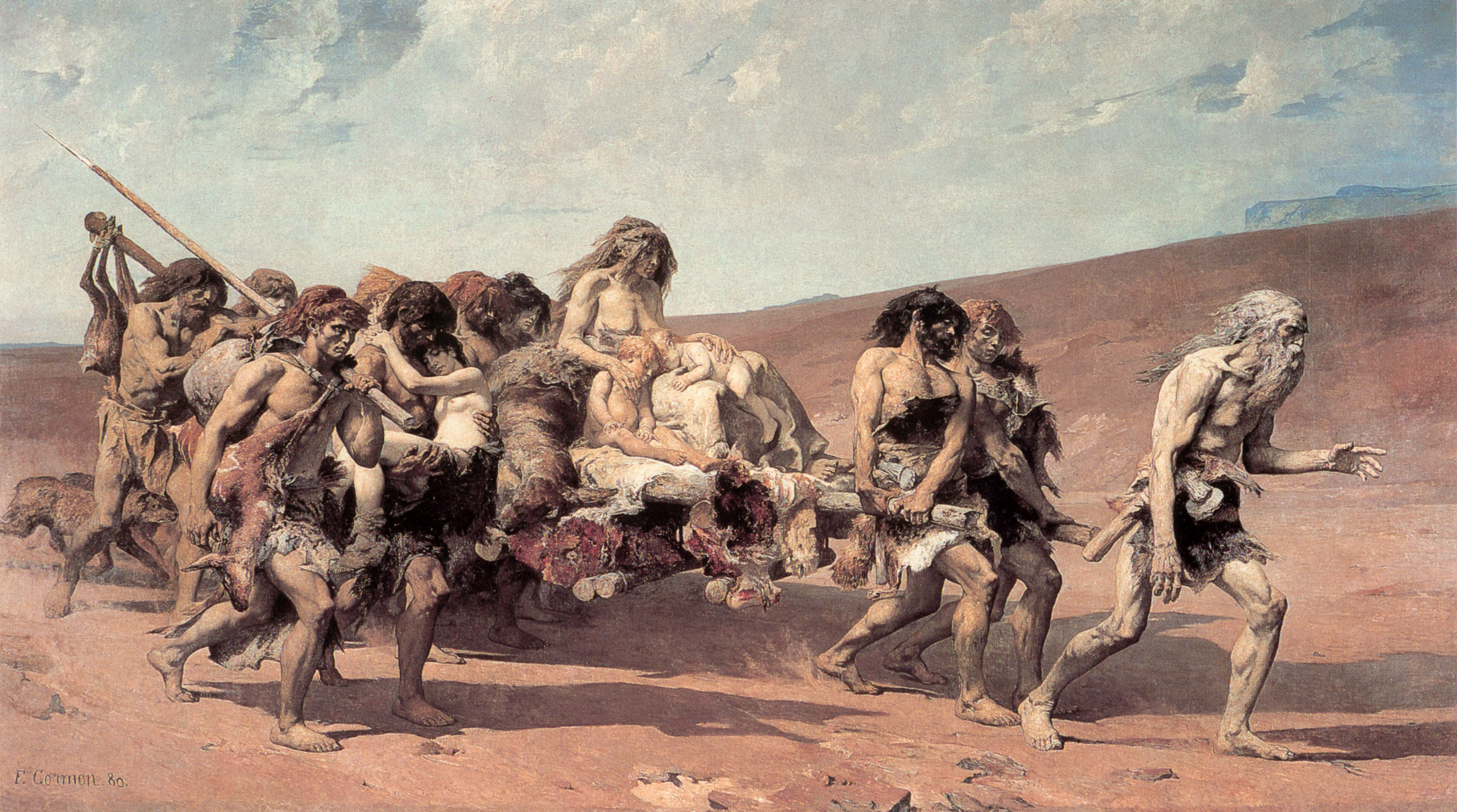

Nod är enligt Första Moseboken kapitel 4 vers 15 i Bibeln ett land öster om Eden. Dit flydde Kain efter dråpet på sin bror Abel och byggde en stad där, som han uppkallade efter sin son Hanok. 
"Nod" även kan betyda vandring eller rotlös. Detta skulle innebära att när Kain flyttade till landet Nod, så syftade detta på ett nomadliv öster om Eden, något som refererar starkt till verserna 12 och 14 där Kains straff formuleras som rotlöshet. "Om du odlar marken skall den inte längre ge dig sin gröda. Rastlös och rotlös skall du vara på jorden." (Gen. 4:12).
Tidigare har endast Adam, Eva, Kain och Abel omnämnts, men här har Kain även en hustru. Det hebreiska ordet som översatts med stad betyder endast muromgärdad stad eller beskyddad boplats.